# Celso Morga Iruzubieta
Celso Morga Iruzubieta (ur. 28 stycznia 1948 w Huércanos) – hiszpański duchowny katolicki, arcybiskup metropolita Méridy-Badajoz w latach 2015–2024.

## Życiorys

### Prezbiterat
Po ukończeniu seminarium duchownego, 24 czerwca 1972 otrzymał święcenia kapłańskie. Uzyskał doktorat z prawa kanonicznego na Uniwersytecie Nawarry. Po okresie pracy w swojej diecezji, pełnił różne funkcje w diecezji Kordoba w Argentynie. w 1987 rozpoczął pracę w Kongregacji ds. Duchowieństwa. W 2000 został dyrektorem jednego z biur tejże dykasterii, a w 2009 jej podsekretarzem.

### Episkopat
29 grudnia 2010 został mianowany przez Benedykta XVI sekretarzem Kongregacji ds. Duchowieństwa oraz biskupem tytularnym diecezji Alba Maritima. Sakry biskupiej 5 lutego 2011 udzielił mu papież Benedykt XVI wraz z kardynałami Angelem Sodanem i Tarcisiem Bertonem.
8 października 2014 papież Franciszek mianował go biskupem koadiutorem archidiecezji Méridy-Badajoz. Rządy w archidiecezji objął 21 maja 2015 po przejściu na emeryturę poprzednika.
29 czerwca 2024 papież przyjął jego rezygnację z pełnionego urzędu złożoną ze względu na wiek.